# Marché Uruguaiana
Pour les articles homonymes, voir Uruguaiana.

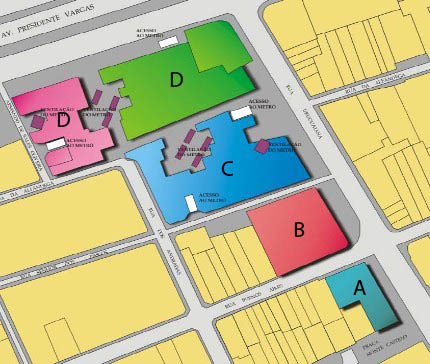
Plan de situation des quatre parties.

Le marché Uruguaiana ((pt) : Mercado popular da Uruguaiana) est un marché de Rio de Janeiro, au Brésil. Il est situé dans le centre-ville, entre certaines des principales voies publiques telles que la Rua Uruguaiana, l'Avenida Presidente Vargas et la Rua da Alfândega. Le marché Uruguaiana a marqué l'histoire des centres commerciaux populaires depuis 1994, date de son inauguration par le maire de l'époque, Cesar Maia.
Le centre-ville de Rio de Janeiro a fait l'objet d'un processus de préservation du patrimoine culturel dans les années 1990, ce qui a permis de faire du marché Uruguaiana une zone spéciale du centre historique de la ville, conformément à la loi municipale n° 506 du 17 janvier 1984, et de le situer dans la troisième zone du corridor culturel.
Avec une superficie d'environ 3 000 m2 et quelque 1 600 étals, il est divisé en quatre parties (A, B, C et D), séparés par des allées d'accès.
On y trouve une grande variété de produits, tels que des vêtements, des appareils électroniques, des jouets, de la papeterie, des articles ménagers, etc.
L'Association des commerçants du marché d'Uruguaiana est responsable de l'organisation du lieu et soutient les commerçants et les clients.